# Nicolas Champion de la Meuse
Pour les articles homonymes, voir Champion (homonymie).
Nicolas Champion, dit Champion de la Meuse, né le 18 novembre 1756 à Bar-sur-Ornain et mort le 14 janvier 1815 à Metz est un homme politique français de la Révolution et du Premier Empire.

## Biographie
Avant la Révolution, il est avocat dans sa ville natale de Bar-sur-Ornain. Rallié au nouvel ordre des choses, il occupe les fonctions d'officier municipal, puis de juge de paix et enfin d'administrateur et de procureur général-syndic du département de la Meuse.
Le 22 germinal an V, il est élu député de la Meuse au Conseil des Anciens par 178 voix et s'y montre actif dans le domaine de la finance et des impôts. Favorable au coup d'État du 18 brumaire, il est choisi par le Sénat comme député de la Meuse au nouveau corps législatif le 4 nivôse an VIII,. IL est secrétaire de cette assemblée du 16 au 29 frimaire an X, et la quitte à la fin de son mandat, le 1er juillet 1804.
Le 25 germinal an XII, Il est nommé directeur des droits réunis de la Moselle et occupe ce poste jusqu'à sa mort, le 14 janvier 1815 à Metz.

## Sources
- Ressource relative à la vie publique :   - Base Sycomore
- « Nicolas Champion de la Meuse », dans Adolphe Robert et Gaston Cougny, Dictionnaire des parlementaires français, Edgar Bourloton, 1889-1891 [détail de l’édition] [texte sur Sycomore]
- Jean-Louis Halperin et Jean Tulard (dir.), Dictionnaire Napoléon, vol. A-H, Paris, Fayard, octobre 1999, 1000 p. (ISBN 2-213-60485-1)